# Lương Điền
Lương Điền là một xã thuộc huyện Cẩm Giàng, tỉnh Hải Dương, Việt Nam.
Xã Lương Điền có diện tích 9.04 km², dân số năm 1999 là 9307 người, mật độ dân số đạt 1030 người/km².
Xã gồm có 11 thôn bao gồm: Đông Giao, An Lại, Bình Long, Lương Xá, Thìn, Ải, Thái Lai, Bối Tượng, Đồng Khê, Bái Dương, Đông Giao Bến. Trong đó Đông Giao là làng nghề đồ gỗ mỹ nghệ có truyền thống hơn 200 năm.